# Таль (механізм)

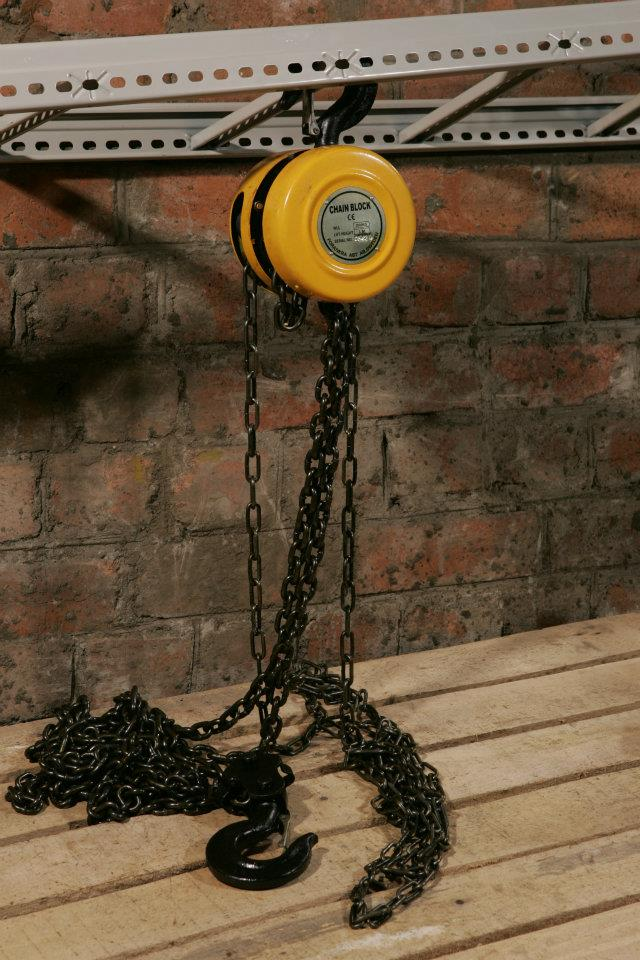
Ланцюговий таль

Таль (нід. talie) — підіймальний механізм, компактний підвісний рухомий і нерухомий пристрій (лебідка) для піднімання вантажів на порівняно невелику висоту. Привод таля (на відміну від тельфера) переважно ручний, іноді — електричний або пневматичний. Вантажопідіймальність ручного таля 0,25-8 т, з електричним приводом — 1-12,5 т.

## Використання
Застосовують як самостійний механізм і як компонент підіймальних кранів. Використовується для складських операцій, у промисловому виробництві, на монтажних та інших роботах.
Маючи невелику власну масу, таль витримує чималі навантаження. Працює у діапазоні температур від -40 до +40о С. Обладнання здатне забезпечити досить високу швидкість переміщення вантажів, завдяки чому значно прискорюються монтажні роботи на складах та у виробничих цехах. Має високу продуктивність, відмінно працює за умов постійної експлуатації.
Універсальне вантажопідіймальне обладнання, яке можна використовувати для переміщення та розвантажувальних робіт. Головними перевагами цього обладнання є компактна конструкція, невелика вага, зручність в експлуатації.

## Назва
Згідно з СУМ-11, слово «таль» — чоловічого роду, і відповідно має закінчення родового відмінка -я. Проте, у багатьох сучасних українських текстах воно вживається як іменник жіночого роду.

## Морські талі

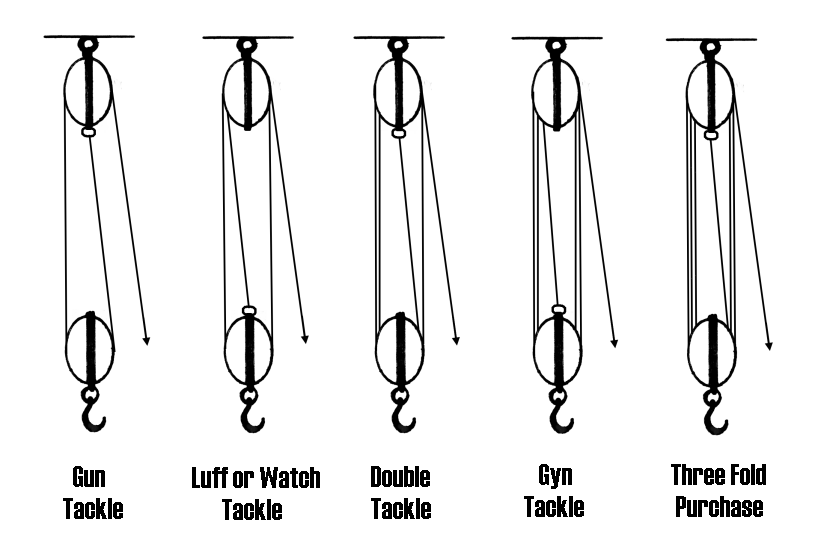
Зліва направо: гінці, хват-талі, чотиришківні талі, гіні, шестишківні гіні.

У морській справі талі (прийнято вживати назву в множині) застосовуються для підйому важких предметів (вітрил, рей, гафелів, шлюпок, вантажів тощо). Складаються з двох блоків, споряджених стропами (обстроплених) або металевими оковками, з гаками або вертлюгами. Блоки з'єднуються тросом-лопарем (від нід. looper, букв. — «бігун»), корінний кінець якого пропущений через шківи і прикріплений до стропа (оковки) одного з блоків. Залежно від способу приведення в дію розрізняють талі прості (ручні) і механічні. Прості талі залежно найбільшої кількості шківів у якомусь блоку поділяються на талі одношківні, двошківні і тришківні (також може вказуватися загальна кількість шківів: двошківні, тришківні, чотиришківні, п'ятишківні). За розміром — власно талі, гіні і гінці.